# 宿原 (三木市)
宿原（しゅくはら）は、兵庫県三木市にある大字。郵便番号は673-0423。

## 地理

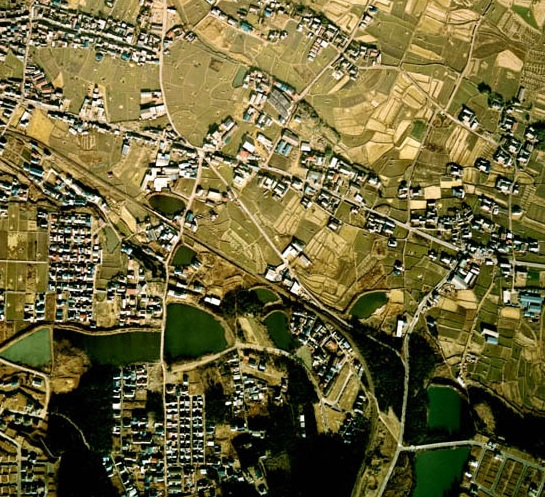
1974年度の宿原

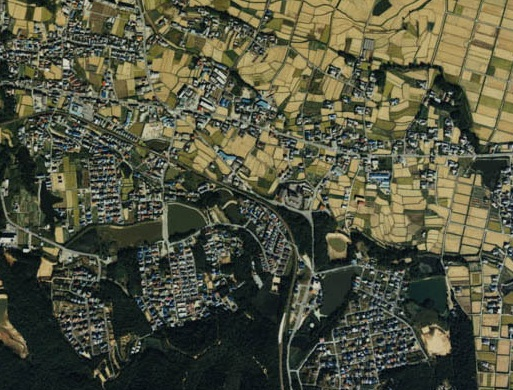
1985年度の宿原

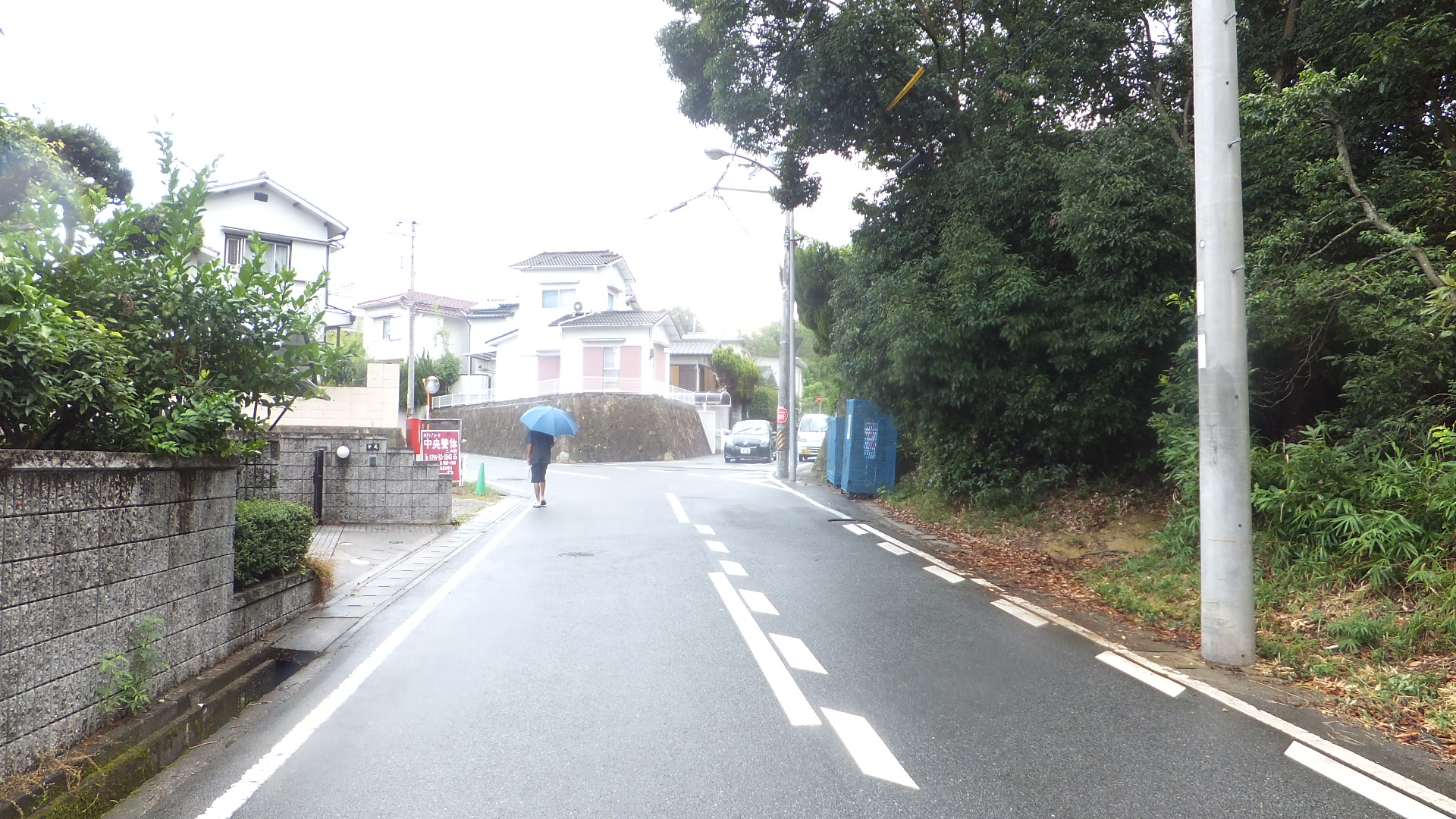
宿原の街並み

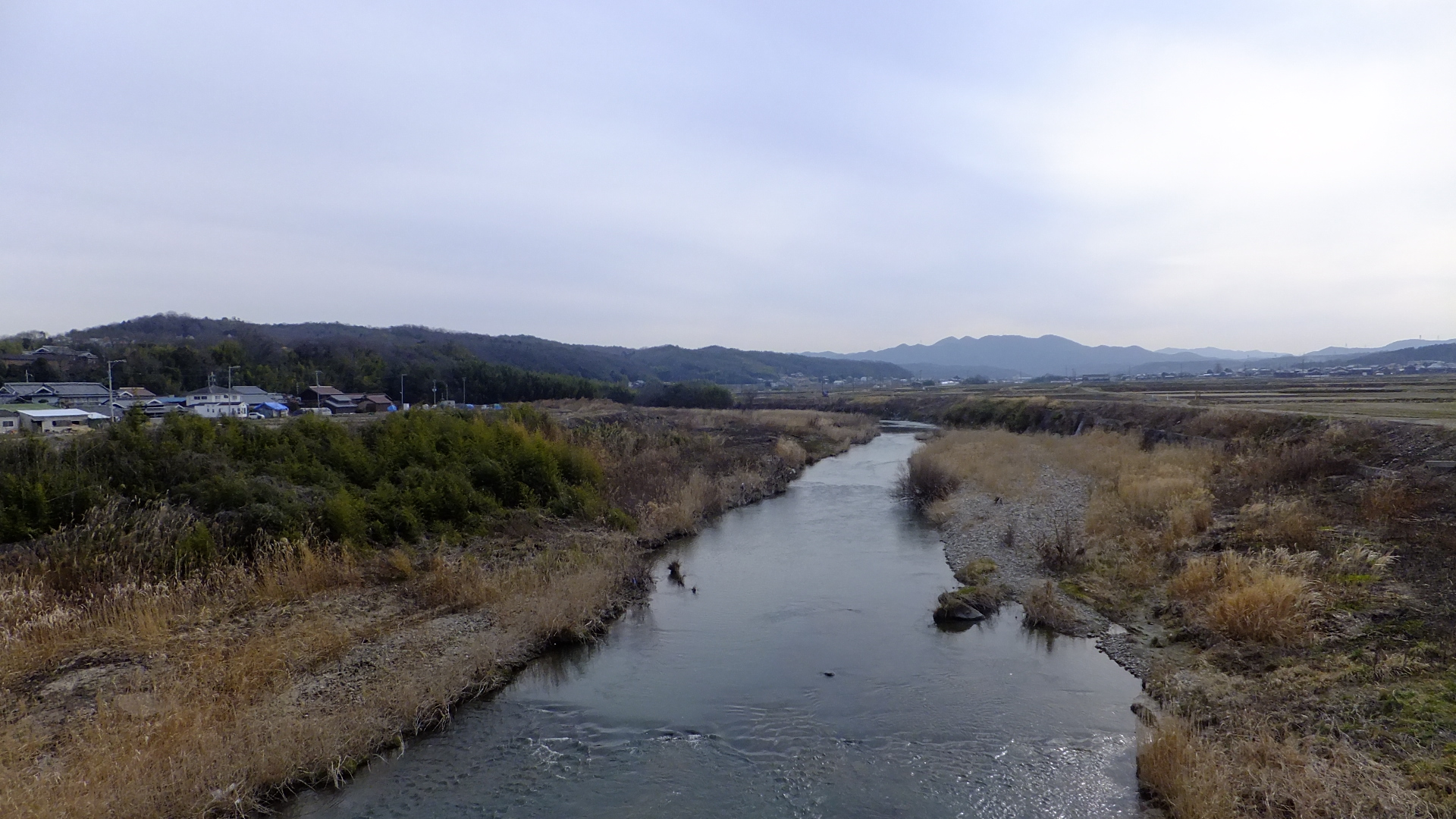
美嚢川
この河川の南側は六万と呼ばれていた。

- 志染川と美嚢川が合流する手前にあり、志染川の下流左岸の渕に位置しているため農業に適しており、農業地域として発達してきた。現在は住宅開発が進み、北側は農業地帯・南側は住宅地域と丘陵地帯が混在する大字である。現在は美嚢川沿いから三木市立三木中学校まで南北に延びているが、かつては南半分の地内であり、北半分は「六方村」を前身として六方と呼ばれていた。[1] [2] [3] [4] [5]東側は志染町吉田、自由が丘本町・西側はさつき台、福井、君が峰町、大塚・南側は別所町小林・北側は与呂木と接する。

### 由来
- 神功皇后とその皇軍を率いて駐輦し、多くの兵士が原っぱで野宿したことであるから「宿が原」を前身として名付けられた。[3][4][1]

## 歴史

### 成立から町村制施行まで
村の範囲は六方との合併前は南半分の地内のみであり、北半分は「六方村」を前身として六方と呼ばれていた。

### 町村制施行以降
- 1951年3月15日 - 三木町に編入され、三木町大字宿原になる。
- 1954年6月1日 - 三木市を新設し、三木市宿原になる。[6]
- 1976年3月 - 地内の一部が自由が丘本町1丁目から3丁目に分割される。[5]

### 字域の変遷
| 実施前                 | 実施年        | 実施後                           |
| ---------------------- | ------------- | -------------------------------- |
| 美嚢郡久留美村大字宿原 | 1951年3月15日 | 美嚢郡三木町大字宿原             |
| 美嚢郡三木町大字宿原   | 1954年6月1日  | 三木市宿原                       |
| 三木市宿原の一部       | 1976年3月     | 三木市自由が丘本町1丁目から3丁目 |

## 施設
- 兵庫県三木庁舎
- 君峰山常厳寺[5]
- 八幡神社[5]
- えびす保育園

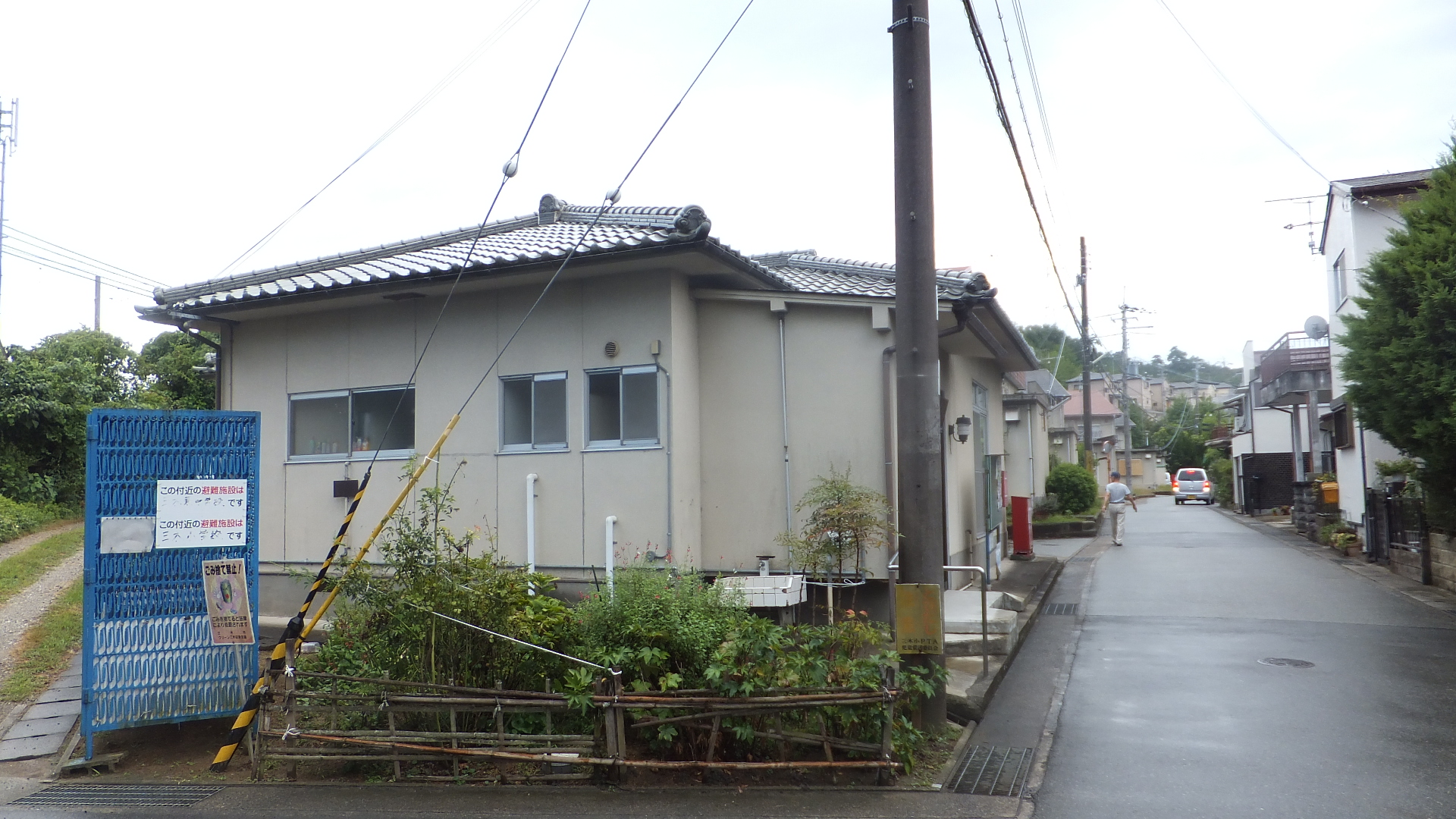
東紫美ケ丘公民館
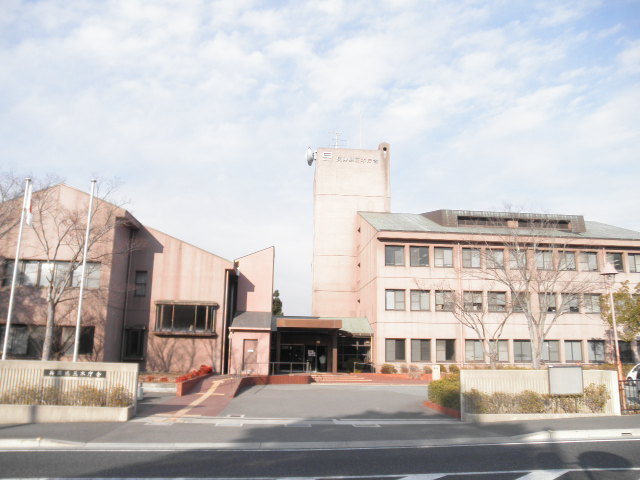
兵庫県三木庁舎

- えびす町公民館
- 三木市営えびす団地[2]
- 一休庵　播州三木店

- 東紫美ケ丘公民館
- 兵庫県三木庁舎

## 小・中学校の学区
| 大字 | 番地         | 小学校             | 中学校               |
| ---- | ------------ | ------------------ | -------------------- |
| 宿原 | 1263番地     | 三木市立広野小学校 | 三木市立三木東中学校 |
| 宿原 | 1263番地以外 | 三木市立三木小学校 | 三木市立三木東中学校 |

## 交通

### 鉄道
地内には鉄道は走っていない。

### バス
- 神姫バス
  - 恵比須快速線
  - 西脇急行線
- みっきぃバス

### 道路

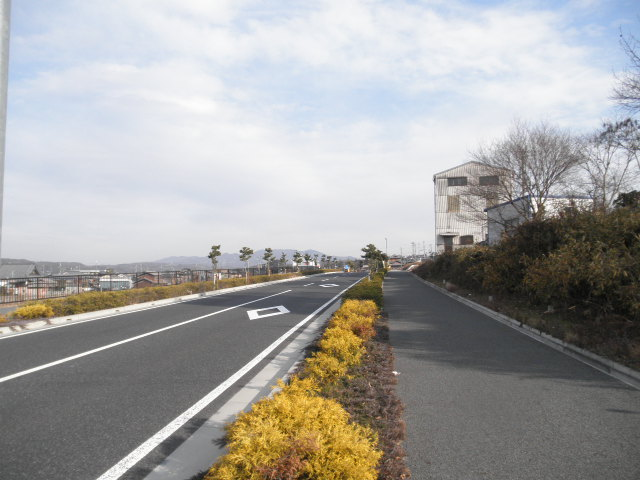
兵庫県道38号三木三田線
  - 志染バイパス
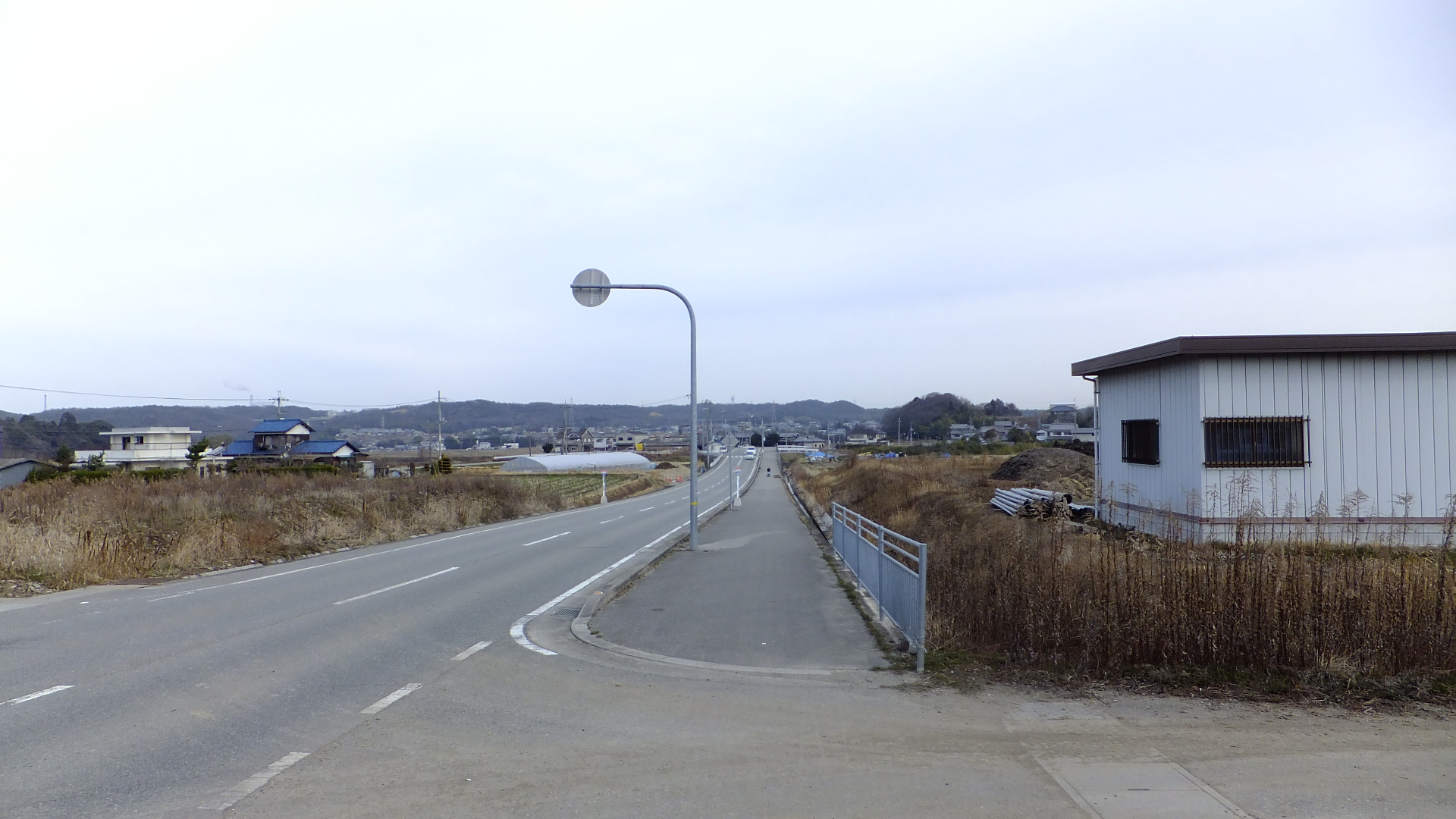
兵庫県道513号三木環状線

- 兵庫県道38号三木三田線
- 兵庫県道513号三木環状線